# Tegenwoordige tijd
De tegenwoordige tijd is in de meeste talen het meest gebruikte tempus, met behulp waarvan de volgende vier situaties tot uiting kunnen worden gebracht:
1. Een handeling of toestand die op het moment van spreken aan de gang is;
2. Een handeling of toestand die in de (zeer) nabije toekomst plaatsvindt;
3. Een handeling of toestand die in het verleden is begonnen en tot op het heden voortduurt;
4. Een handeling of toestand die is afgerond op het moment van spreken.

Naargelang de wijs worden in bijna alle Indo-Europese talen drie verschillende tegenwoordige tijden onderscheiden: de aantonende wijs, de gebiedende wijs en de aanvoegende wijs. In het Nederlands is deze laatste wijs niet meer gangbaar, behalve in enkele versteende uitdrukkingen.
In de meeste Indo-Europese talen - waaronder het Nederlands - wordt de tegenwoordige tijd verder onderverdeeld in de onvoltooid tegenwoordige tijd (voor de eerste drie situaties) en de voltooid tegenwoordige tijd (voor de laatste situatie). In het Engels is het onderscheid minder scherp dan in het Nederlands; hier wordt de voltooid tegenwoordige tijd namelijk ook vaak gebruikt voor situatie 3, waar het Nederlands de onvoltooid tegenwoordige tijd gebruikt: Ik woon hier nu vijf jaar - I have lived here for five years now.

## Varia
De tegenwoordige tijd wordt soms uit effectbejag als verteltechniek gebruikt in een beschrijving van reeds voltooide gebeurtenissen, om aldus de dramatiek te versterken. 